# Moon Landing
Moon Landing(문 랜딩)은 영국의 싱어송라이터 제임스 블런트의 네 번째 정규 음반이다.

## 배경
제임스 블런트는 네 번째 음반 작업을 끝났다고 밝혔다. 새로운 음반의 이름은 Moon Landing이며, 이메일을 통해 팬들에게 음반 작업 완료를 알렸다. 현재 유튜브에 음반 트레일러가 공개되었고, 2013년 8월 발매 예정이다. 첫 번째 정규 음반 Back To Bedlam의 프로듀서 톰 로스록이 프로듀싱을 맡았다.
2013년 8월, 첫 번째 싱글 "Bonfire Heart"가 발매되었다.
또한 "Miss America"의 언플러그드 버전과 "Satelites"의 가사 비디오도 유튜브에 공개되었다.

## 수록곡
이 음반은 11개 트랙의 스탠다드반, 14개 트랙의 딜럭스반, 그리고 500장 한정의 보너스 DVD, 자필 가사 부클렛과 특별 사진들이 포함된 슈퍼 딜럭스 박스세트 등 세 가지 버전이 존재한다. 일본반도 세 곡의 보너스 트랙을 수록했다.
곡명 (작사작곡/프로듀서) 길이
스탠다드반
1. "Face the Sun" (James Blunt, Steve Robson/Tom Rothrock) 4:03
2. "Satellites"  Blunt,Claude KellyTom Rothrock3:12
3. "Bonfire Heart"  Blunt,Ryan TedderTedder3:58
4. "Heart to Heart"  Blunt, Daniel Parker,Daniel OmelioTerefe,Robopop3:29
5. "Miss America"  Blunt,Wayne Hector, MacTom Rothrock3:07
6. "The Only One"  Blunt, Hector, MacTom Rothrock3:41
7. "Sun on Sunday"  Blunt, Kelly, MacTom Rothrock3:18
8. "Bones"  Blunt, Hector, MacTom Rothrock, Mac2:53
9. "Always Hate Me"  Blunt,Ammar MalikTom Rothrock3:37
10. "Postcards"  Blunt, Hector, MacTerefe4:46
11. "Blue on Blue"  Blunt, Steve McEwanTerefe3:53

딜럭스반 보너스 트랙
12."Telephone"  Blunt, Kevin GriffinKevin Griffin

13."Kiss This Love Goodbye"  Blunt, GriffinTom 
Rothrock

14."Hollywood"  Blunt, Hector, RobsonSteve Robson

15."Behind the Album (인터뷰) [비디오]"

## 차트 성적

### 주간 차트
| 차트 (2013년)                        | 순위 |
| ------------------------------------ | ---- |
| 오스트레일리아 앨범 (ARIA)           | 2    |
| 오스트리아 앨범 (Ö3 오스트리아)      | 1    |
| 벨기에 앨범 (울트라탑 플랑드르)      | 12   |
| 벨기에 앨범 (울트라탑 왈로니아)      | 5    |
| 캐나디안 앨범 (《빌보드》)           | 2    |
| 덴마크 앨범 (히트리스튼)             | 4    |
| 네덜란드 앨범 (메하하르츠)           | 6    |
| 핀란드 앨범 (수오멘 비랄리넨 리스타) | 13   |
| 프랑스 앨범 (SNEP)                   | 5    |
| 독일 앨범 (미디어 컨트롤)            | 2    |
| 헝가리 앨범 (MAHASZ)                 | 1    |
| 아일랜드 앨범 (IRMA)                 | 5    |
| 이탈리아 앨범 (FIMI)                 | 7    |
| 멕시코 음반 (Top 100 Mexico)         | 96   |
| 뉴질랜드 앨범 (레코디드 뮤직 NZ)     | 4    |
| 폴란드 앨범 (ZPAV)                   | 39   |
| 포르투갈 앨범 (AFP)                  | 28   |
| 스코틀랜드 앨범 (OCC)                | 2    |
| 스위스 앨범 (슈바이처 히트파라데)    | 1    |
| 영국 앨범 (OCC)                      | 2    |
| 미국 《빌보드》 200                  | 20   |

### 연말 차트
| 차트 (2013년)        | 순위 |
| -------------------- | ---- |
| 오스트리아 음반 차트 | 47   |
| 뉴질랜드 음반 차트   | 41   |

## 인증
| 국가                                                                                         | 인증     | 판매량/출하량 |
| -------------------------------------------------------------------------------------------- | -------- | ------------- |
| 오스트레일리아 (ARIA)                                                                        | 플래티넘 | 70,000^       |
| 오스트리아 (IFPI 오스트리아)                                                                 | 플래티넘 | 15,000*       |
| 캐나다 (뮤직 캐나다)                                                                         | 골드     | 40,000^       |
| 독일 (BVMI)                                                                                  | 3× 골드  | 300,000       |
| 헝가리 (MAHASZ)                                                                              | 플래티넘 | 2,000^        |
| 이탈리아 (FIMI)                                                                              | 골드     | 25,000*       |
| 뉴질랜드 (RMNZ)                                                                              | 골드     | 7,500^        |
| 폴란드 (ZPAV)                                                                                | 골드     | 10,000        |
| 스위스 (IFPI 스위스)                                                                         | 플래티넘 | 20,000^       |
| 영국 (BPI)                                                                                   | 플래티넘 | 387,745       |
| *판매량을 기반으로 한 인증 · ^출하량을 기반으로 한 인증 · 판매량+스트리밍을 기반으로 한 인증 |          |               |

## 발매일
| 지역           | 발매일           | 버전                              | 포맷                | 레이블             |
| -------------- | ---------------- | --------------------------------- | ------------------- | ------------------ |
| 오스트레일리아 | 2013년 10월 18일 | 스탠다드반 딜럭스반               | CD, 디지털 다운로드 | 커스타드, 애틀랜틱 |
| 뉴질랜드       | 2013년 10월 18일 | 스탠다드반 딜럭스반               | CD, 디지털 다운로드 | 커스타드, 애틀랜틱 |
| 아일랜드       | 2013년 10월 18일 | 스탠다드반 딜럭스반               | CD, 디지털 다운로드 | 커스타드, 애틀랜틱 |
| 독일           | 2013년 10월 18일 | 스탠다드반 딜럭스반               | CD, 디지털 다운로드 | 커스타드, 애틀랜틱 |
| 영국           | 2013년 10월 21일 | 스탠다드반 딜럭스반 슈퍼 딜럭스반 | CD, 디지털 다운로드 | 커스타드, 애틀랜틱 |
| 대한민국       | 2013년 10월 22일 | 딜럭스반                          | CD, 디지털 다운로드 | 커스타드, 애틀랜틱 |
| 캐나다         | 2013년 10월 22일 | 스탠다드반 딜럭스반               | CD, 디지털 다운로드 | 커스타드, 애틀랜틱 |
| 일본           | 2013년 10월 23일 | 일본반                            | CD, 디지털 다운로드 | 커스타드, 애틀랜틱 |
| 미국           | 2013년 10월 30일 | 스탠다드반 딜럭스반               | CD, 디지털 다운로드 | 커스타드, 애틀랜틱 |